# Aspidifrontia lamtoensis
Aspidifrontia lamtoensis är en fjärilsart som beskrevs av François Louis Nompar de Caumont de Laporte 1974. Aspidifrontia lamtoensis ingår i släktet Aspidifrontia och familjen nattflyn. Inga underarter finns listade i Catalogue of Life.